# Нова ера
Нова ера (н. е.) и прије нове ере (п. н. е.) знаке су година за грегоријански календар (и његов претходник, јулијански календар), најраспрострањенију календарску еру на свијету. Нова ера и прије нове ере су алтернативе првобитним нотацијама љето Господње (лат. Anno Domini) и прије Христа, које се користе за исту календарску еру. Два система нотације су нумерички еквивалентна: и „2023. нове ере” и „2023. љета Господњег” описују текућу годину; „400. прије нове ере” и „400. прије Христа” су исте године.
Израз се може пратити до 1615, када се први пут јавља у књизи Јохана Кеплера као године наше нове ере (лат. annus aerae nostrae vulgaris). Термин „нова ера” су средином 19. вијека више користили јеврејски религијски научници. Од касног 20. вијека, нова ера и прије нове ере постали су популарни у академским и научним публикацијама, јер су религијски неутрални термини. Користе их други који желе да буду обазриви према нехришћанима тако што се не позивају на Исуса, напосебно преко религијских термина „Христос” и „Господ” (лат. Dominus) који се користе у другим скраћеницама.